# Linda Avey
Linda Avey (Dakota del Sud, Estats Units, 1960) és una biòloga i investigadora nord-americana cofundadora de l'empresa de biotecnologia i genòmica 23andMe.

## Biografia
Linda Avey va néixer a Dakota del Sud en 1960 i es va graduar amb un BA en biologia en Augustana University, la universitat luterara de Sioux Falls (Dakota del Sud) en 1982.

## Trajectòria
Va treballar durant vint anys en programes de vendes i de desenvolupament empresarial de signatures biofarmacèutiques. Va ajudar a desenvolupar programes de recerca per Affymetrix, amb seu en San Francisco, i Perlegen Science.
En 2006, va cofundar el primer servei de genètica personal del món, 23andMe, al costat de Paul Cusenza i Anne Wojcicki. Al setembre de 2009, Linda Avey va abandonar el projecte de genòmica 23andMe i va començar a treballar en la Fundació Brainstorm, centrant-se en la recerca de l'alzheimer.
En 2011, Avey va cofundar l'empresa We Are Curious, Inc., amb Mitsu Hadeishi i Heather Anne Halpert. We Are Curious és un nou projecte que se centra en la integració dels símptomes i experiències aportats pels pacients, per ajudar a donar una resposta individual a problemes de salut.